# Н’Гангве М’Вумбе Лоэмбе Лу Н’Камбисси
Н’Гангве М’Вумбе Лоэмбе Лу Н’Камбисси (фр. N’Gangue M’Vumbe Loembe Lu N’Kambissi) — король Лоанго в 1898—1900 годах.

## Биография
Н’Камбисси был членом королевской династии Нката и правил как М’Вудуку Саала. М’Вудуку Н’Камбисси — имя его матери. Термин «саала», означающий перья, относится к маске, которая была у него.
В 1898 году, со смертью Моэ Пратта, администратор колонии вызвал Мамбому и других принцев Лоанго в свою резиденцию и сообщил им, что хочет, чтобы Малоанго был коронован, а режим коренных народов восстановлен под защитой правительства. Выбор народа был сделан на Н’Камбисси, племянника Моэ Пратта.
В засухе и голоде жители королевства обвинили Малоанго из-за его прихода в Бвали, столицу королевства. Таким образом, Моэ Лоэмбе, лишённый власти, которой обладал предыдущий Н’Гангве Н’Вумбе, был вынужден уйти в деревню Ндембуано.